# District de Mchinji
Mchinji est un district du Malawi.